# Krisztus színeváltozása
Krisztus színeváltozása vagy Urunk színeváltozása a kereszténység egyik régi ünnepe, az ortodox egyházakban hagyományosan Nagyboldogasszony böjtjének közepén (augusztus 6.) ünnepelték.  A nyugati (katolikus) egyházban ünnepnapját - megszilárdítva az augusztus 6.-i ünnepnapot - III. Kallixtusz pápa rögzítette, amikor Rómában hírét vette 1456. augusztus 6-án, hogy Hunyadi János felszabadította a török ostrom alól Nándorfehérvárt, a keresztes hadat toborzó Kapisztrán Szent János segítségével. Színeváltozásnak (görögül: metamorphószisz; latinul: transfiguratio) nevezi a keresztény teológia Jézus isteni dicsősége megmutatkozásának az Újszövetség által feljegyzett eseményét. Ennek helyszíne egy galileai hegy volt, a hagyomány szerint Tábor hegye. Protestáns szóhasználat szerint gyakran megdicsőülésként jelölik meg, a kenózisz párja.

## Megünneplése
Nem sok kétség férhet ahhoz, hogy Krisztus színeváltozásának ünnepe eredetileg az egyház életének húsvétot megelőző időszakára esett. Talán valamelyik nagyböjti vasárnapon ünnepelték; erre enged következtetni, hogy a hagyományos római rítusban az evangéliumi szakaszt nagyböjt második vasárnapján erről a történetről veszik (Máté 17:1–9), ma a nagyböjt során van Palamasz Szent Gergelynek, Krisztus színeváltozása nagy tanítójának az emlékezete, és persze az is, hogy maga az esemény határozottan az Üdvözítő közelgő halálához és feltámadásához kapcsolódik.
Az ortodox egyházakban azonban korábban is augusztus 6-án ünnepelték a Színeváltozást (Preobrazsenyie), és hagyományosan nagy számú ortodox templom, kolostor titulusa is volt már a középkorban. Ünnepét a Julián-naptárat követő ortodox egyházak augusztus 19-én tartják meg. Az ünnep az ortodoxiában Nagyboldogasszony böjtje (a Gergely-naptár szerint augusztus 1-15) közepére esik. E napon nincs teljes böjtfeloldás (hús, tejtermék, tojás nem fogyasztható), de megengedett a hal, olaj és bor fogyasztása.

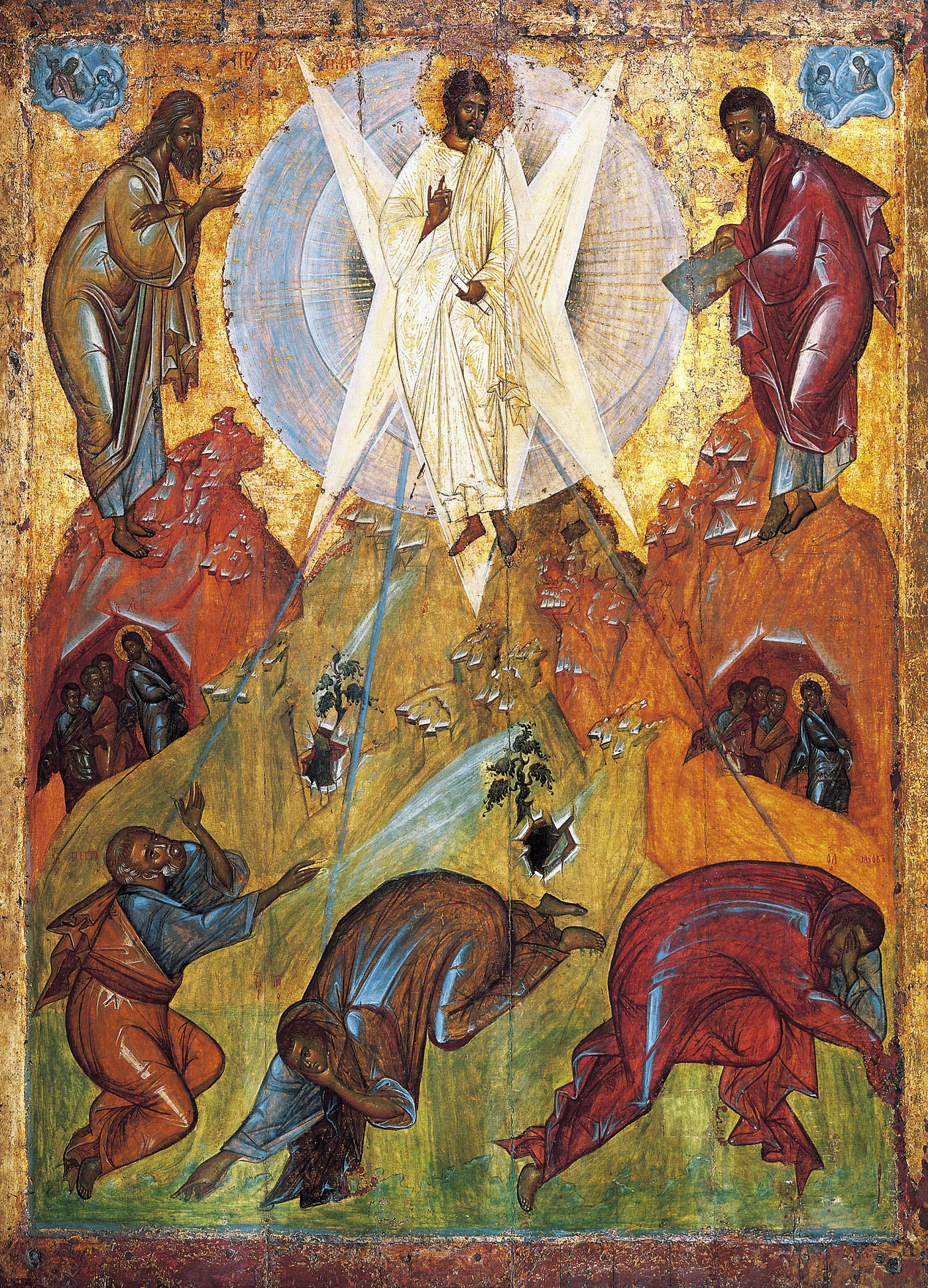
Feofán Grek: Urunk színeváltozása ikon, 15. század, Pereszlávli Megváltó–Színeváltozás-székesegyház

A római katolikus egyházban jelenleg augusztus 6-a színeváltozás ünnepe. Hivatalos ünneppé III. Kallixtusz pápa emelte a nándorfehérvári diadal hálaemlékezetéül. Az összekapcsolást az indokolta, hogy az 1456. július 22-i győzelem híre két héttel később, épp augusztus 6-án érkezett a pápai udvarba. A színeváltozás nyári megünneplése nagyon jól megfelel az ünnep tartalmának. A szőlő, valamint más gyümölcsök és zöldségfélék megáldása ezen a napon jelképe a dolgok végső átalakulásának Krisztusban. Az egész teremtett világ végső virágzását és gyümölcsökben bővelkedő voltát jelenti Isten örökké tartó országának paradicsomában, ahol minden átalakul majd az Úr dicsősége által. Az evangélikus egyház pedig a vízkereszt ünnepe utáni utolsó vasárnapon (a böjtelő előtti utolsó vasárnapon) emlékezik meg erről az eseményről.

## A színeváltozás(transfiguratio)története az Újszövetségben

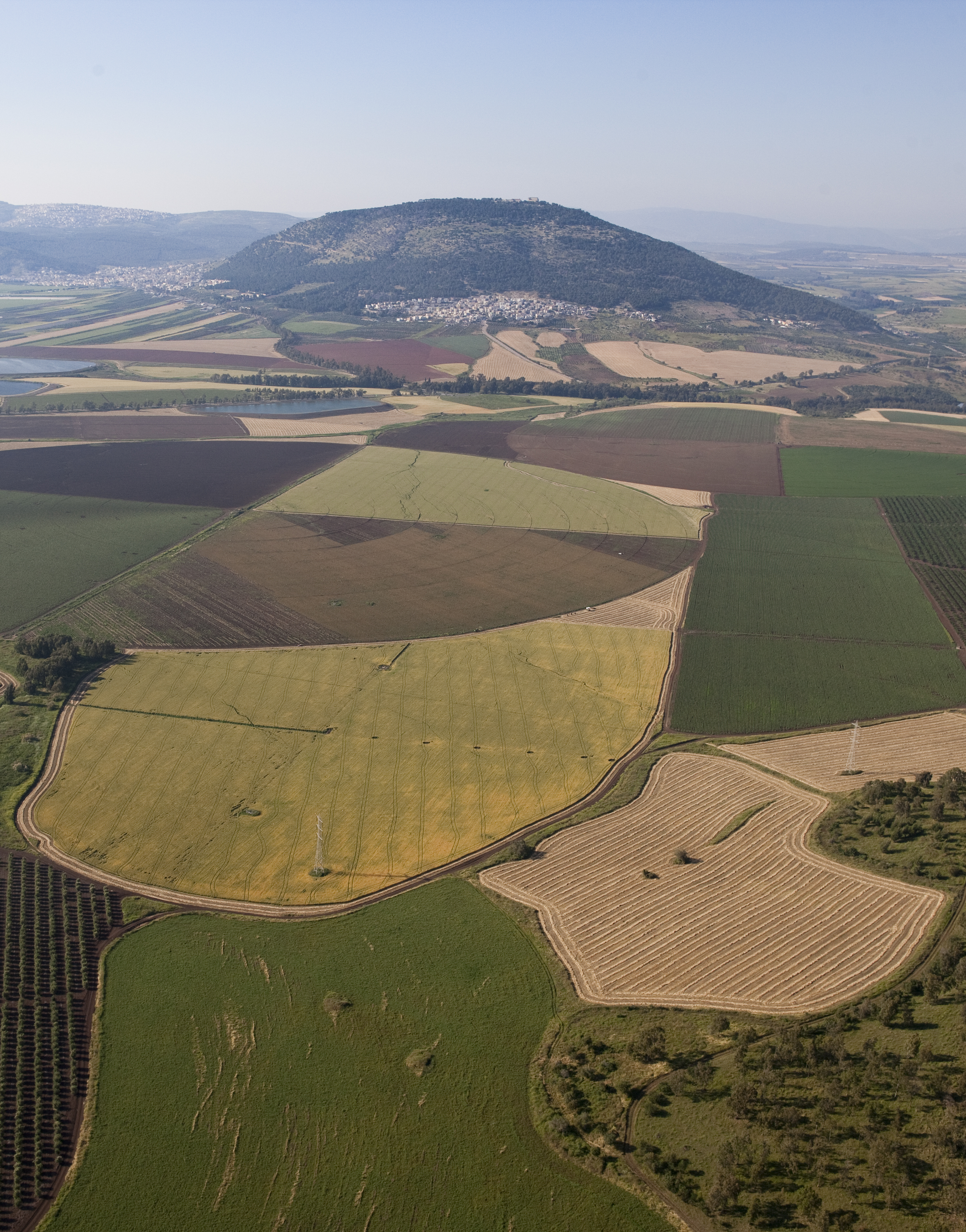
A Tábor-hegy látképe a mai Izrael északi részén

A Krisztus színeváltozása az evangéliumok egyik központi eseménye. Közvetlenül azután, hogy az apostolok Krisztusnak (Messiásnak), az élő Isten Fiának ismerték el az Urat, megmondta nekik, hogy „Jeruzsálembe kell mennie, sokat kell szenvednie, meg kell öletnie, de harmadnapon fel kell támadnia”. Krisztus közelgő szenvedésének és halálának a hírét tiltakozással fogadták a tanítványok. Az Úr, miután megfeddte őket, maga mellé vette Pétert, Jakabot és Jánost, és „felvitte őket egy magas hegyre, a hagyomány szerint a Tábor hegyére, és szemük láttára elváltozott: arca fénylett, mint a nap, ruhája pedig fehéren ragyogott, mint a fény. És íme, megjelent előttük Mózes és Illés, és beszélgettek Jézussal. Péter ekkor megszólalt, és ezt mondta Jézusnak: Uram, jó nekünk itt lennünk. Ha akarod, készítek itt három sátrat: egyet neked, egyet Mózesnek és egyet Illésnek. Még beszélt, amikor íme, fényes felhő árnyékolta be őket, és hang hallatszott a felhőből: Ez az én szeretett Fiam, akiben gyönyörködöm, reá hallgassatok! Amikor a tanítványok ezt hallották, arcra borultak, és nagy félelem fogta el őket. Ekkor Jézus odament, megérintette őket, és így szólt hozzájuk: Keljetek fel, és ne féljetek! Amikor föltekintettek, senkit sem láttak, csak Jézust egyedül. Miközben jöttek lefelé a hegyről, megparancsolta nekik Jézus: Senkinek se mondjátok el ezt a látomást, amíg fel nem támad az Emberfia a halottak közül.”

## Az evangéliumi esemény teológiai jelentősége
Az ószövetségi lombsátor-ünnepen Isten együtt lakását ünnepelték az emberrel, Krisztus színeváltozása pedig feltárja, hogy ez az együtt lakás a Messiásban, az emberré lett Isten Fiában és általa valósul meg. Nem sok kétség férhet ahhoz, hogy Krisztus színeváltozása a lombsátor-ünnep alkalmával történt, és ennek az eseménynek a megünneplése a keresztény egyházban az ószövetségi ünnep újszövetségi beteljesedésévé vált, hasonló módon, mint húsvét és pünkösd ünnepe.
Az apostolok a színeváltozásban Isten országának a dicsőségét látják, amely a maga fenségében van jelen Krisztus személyében. Úgy látják, őbenne valóban „tetszett az egész Teljességnek, hogy benne lakjék”, hogy „benne lakik az Istenség egész teljessége testileg”. (Kol 1, 19; 2, 9) Mindezt a keresztre feszítés előtt látják, azért, hogy a feltámadásban megérthessék ki is az, aki értük szenvedett és mi az, amit ez a Jézus az Isten készített azok számára, akik szeretik őt. Ez az, amit az egyház a színeváltozás napján ünnepel.
A színeváltozás eseményének Krisztus egész földi életében és küldetésében betöltött alapvető jelentősége mellett és az Isten dicsőségének megnyilatkozásán túl, amely a maga teljes isteni ragyogásában mutatkozott meg az Üdvözítő személyén keresztül, a színeváltozás megértésének és megünneplésének szempontjából Mózes és Illés megjelenésének is különleges fontossága van. Az Ószövetség e két kiemelkedő alakja számos himnuszban jelenik meg, a vecsernye három olvasmánya is velük kapcsolatos, amelyek elbeszélik Isten dicsőségének a megjelenését a régmúlt idők e két szent embere számára (Kiv 24,12–18; 33,11–34,8; 1Kir 19,3–16).

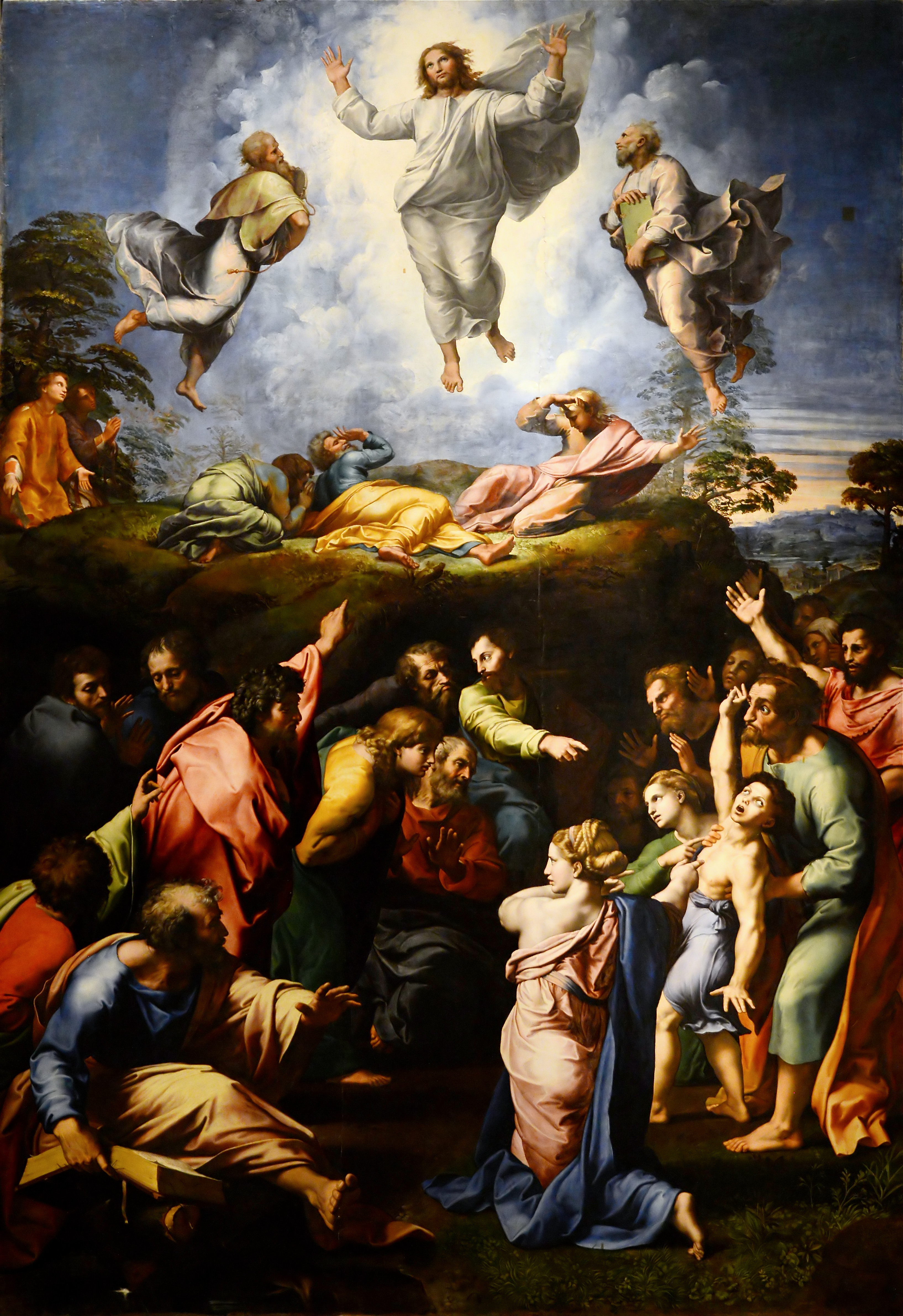
Raffaello Sanzio: La transfiguratio (A színeváltozás)
A színeváltozás egyik legismertebb ábrázolása Raffaello festménye, amely azért kiemelkedő jelentőségű, mert egyszerre ábrázolja a színeváltozást és az Újszövetségben a színeváltozást közvetlenül követő jelenetet

Mózes és Illés, a liturgikus költészet szerint, nem csupán az Ószövetség legnagyobb alakjai, akik most a dicsőségben megmutatkozó Isten Fiát jönnek imádni, nem csak két szent ember azok közül, akik számára Isten kinyilatkoztatta magát az Izráelnek adott ősi Ígéret előkép gyanánt szolgáló megjelenéseiben. A két személy magát az Ószövetséget testesíti meg: Mózes a törvényt, Illés a prófétákat. Krisztus pedig a törvény és a próféták beteljesedése (Mt 5,17). Az élőket és a holtakat is képviselik egyúttal, mert Mózes meghalt és nyugvóhelye ismert, míg Illés még életében a mennybe ragadtatott, hogy újból megjelenjék és bejelentse Isten üdvözítésének az idejét Krisztusban, a Messiásban.
A színeváltozás hegyén tehát Jézus Krisztussal együtt megjelenve Mózes és Illés próféta hirdetik, hogy a Messiás-Üdvözítő eljött, ő az Isten Fia, akiről maga az Atya tesz tanúságot, az egész teremtésnek, az Ó- és Újszövetségnek, élőknek és holtaknak az Ura. Krisztus színeváltozása valójában Isten összes megjelenéseinek megnyilatkozásainak a beteljesedése, olyan beteljesedés, amely Krisztus személyében vált tökéletessé és teljessé. Krisztus színeváltozása előrevetíti számunkra, keresztények számára végső rendeltetésünket, minden embernek és az egész teremtett világnak a végső rendeltetését, hogy átalakuljon és megdicsőüljön magának Istennek a fenséges ragyogásától.